# Dekanat nowogórski
Dekanat nowogórski – historyczny dekanat diecezji krakowskiej, z siedzibą w Nowej Górze (Parafia Zesłania Ducha Świętego). Utworzony w 1335 r. Zniesiony w 1969 roku; w jego miejsce utworzono dekanaty: Babice, Chrzanów, Jaworzno (od 1992 znajdujący się w diecezji sosnowieckiej), Krzeszowice, Trzebinia.
Z początku obejmował 17 parafii: Regulicz, Slauconia, Javorno, Plog, Rudava, Gorenica (Gorovicz), Chotel, Paczoldi villa, Preginia, Trebinia, Cressovicz, Raclavicz, Illcus, Novus Mons, Solecz i Tarnovia. W latach następnych dołączyły Crenovia, Thanczin i Zalyassie/Zalas, z kolei samodzielność utraciły tymczasowo Chotel i Solecz. Po raz pierwszy wymieniono wtedy parafie w Gorenicach i Paczółtowicach, trudności sprawiają lokalizacje parafii Tarnovia i Solca/Solec.
Dekanat mógł powstać z powodu zawirowań politycznych, tj. znalezienia się większości obszarów dekanatów Oświęcim, Zator i Sławków w 1327 roku w państwie czeskim. Pierwotna sieć dekanalna, w tym trzy wspomniane dekanaty, powstała prawdopodobnie w czasach biskupa Gedko w latach 70. XI wieku, krótko przed tym, jak w 1177/1179 kasztelanie bytomska, oświęcimska i będącą przedmiotem debaty i kontrowersji chrzanowska (w ostatnim wypadku mowa o obszarze parafii Chrzanów, Trzebinia i Jaworzno, które podlegały dekanatowi w Oświęcimiu) przeszły do śląskiego księstwa raciborskiego, przy czym chrzanowska miałaby przed 1273 powrócić do ziemi krakowskiej.
Z powyższych parafii do najważniejszych należały miejskie parafie po zlikwidowanym dekanacie sławkowskim: Sławków, Nowa Góra i Olkusz. Z dekanatu pozostały również wiejskie parafie Chechło i Płoki. Poza wymienionymi wcześniej potencjalnie śląskimi przed 1273 rokiem parafiami dekanatu Oświęcim, z dekanatu zatorskiego przeszły Przeginia, Krzeszowice, Regulice i Rudawa, a pomimo nowej granicy państwowej na Wiśle w granicach dekanatu zatorskiego znajdowały się przejściowo w XIV stuleciu wciąż m.in. polskie Czernichów – Sirnichow, Liszki, Morawica, Poręba (Żegoty), Rybna (Przegina vel Ribna), Sosnka, Tyniec, z których część z czasem przeszła do Nowej Góry.
W XIV stuleciu na północ od granicznej Wisły powstały m.in. jeszcze parafie w Babicach, Kościelcu, Płazie.
W czasach Jana Długosza w opisie Liber beneficiorum dioecesis Cracoviensis obszar dekanatu rozczłonkowany został pomiędzy: w większości do dekanatu sławkowsko-bytomskiego, Jaworzno i Babice do dekanatu oświęcimskiego, a pozostałe do dekanatu krakowskiego.
Pod koniec XVI wieku reaktywowany dekanat obejmował parafie w czterech miastach Nowa Góra, Chrzanów, Olkusz i Sławków oraz dwudziestu jeden wsiach: Babica, Chechło, Czerniechów, Jaworzno, Kościelec, Krzeszowice, Liski, Morawica, Paczółtowice, Płaza, Płoki, Poręba (Żegoty), Przeginia, Racławice, Regulice, Rudawa, Rybna, Sosnka, Tęczynek, Trzebinia, Zalas.